# 大分大學前站
大分大學前站（日语：／ Ōitadaigakumae eki */?）是位於大分縣大分市大字旦野原，九州旅客鐵道（JR九州）的豐肥本線車站。

## 歷史
「JR豐肥線大分大學前駅設置期成會」在2000年秋天開始表示希望建設新站。
- 2002年（平成14年）3月23日：車站啟用[2]。
- 2012年（平成24年）12月1日：此站開始可以使用IC卡SUGOCA[4]。
- 2018年（平成30年）12月1日：引入車站遠端資訊系統（Smart Support Station）（日语：駅集中管理システム）「ANSWER」，此站成為無人車站[3][5][6][7]。

## 車站構造
本站是地面車站，設有1面1線的單式月台，大分方向的列車會開啟左邊車門，月台鄰接車站大樓。大樓建築物採用了許多玻璃，大樓內設置了多用途廁所和斜道等無障礙設施。車站大樓與月台之間的長斜道上會不時舉行各種圖片展。
在2018年11月30日前，此站是委托JR九州鐵道營業負責車站業務的業務委託車站，此站沒有MARS終端，只有POS終端。在同年12月1日起成為無人車站時撒走POS終端。當初預計在2018年3月17日於中判田站至瀧尾站之間引入車站遠端案內系統「ANSWER」，同時也計劃把車站無人化。此站和敷戶站於同年12月1日引入「ANSWER」。

## 利用狀況
在2019年度，1日平均乘車人次為1,639人。
| 乘車人次變化 | 乘車人次變化 |
| 年度         | 1日平均人次  |
| ------------ | ------------ |
| 2001年       | 735          |
| 2002年       | 744          |
| 2003年       | 896          |
| 2004年       | 950          |
| 2005年       | 991          |
| 2006年       | 1,039        |
| 2007年       | 1,092        |
| 2008年       | 1,183        |
| 2009年       | 1,193        |
| 2010年       | 1,201        |
| 2011年       | 1,204        |
| 2012年       | 1,308        |
| 2013年       | 1,367        |
| 2014年       | 1,372        |
| 2015年       | 1,564        |
| 2016年       | 1,604        |
| 2017年       | 1,638        |
| 2018年       | 1,646        |
| 2019年       | 1,639        |

備注
1. ↑  車站在2002年3月23日開業，因此只計算啟用日至同年3月31日之間9日數據。

## 車站周邊
尤如站名，車站鄰近大分大學旦野原校園。車站周邊設有團地和住宅區。
- 大分大學旦野原校園[1]
- 陸上自衛隊大分分屯地（日语：大分分屯地）
- 大分縣產業科學技術中心（日语：大分県産業科学技術センター）
- 旦野原團地
- 高江新城
- 國道10號
- 敷戶簡易郵局

## 相鄰車站
九州旅客鐵道（JR九州）
■豐肥本線
中判田－大分大學前－敷戶

## 注腳
1. 1 2 3 4 5 6 7  . 週刊朝日百科. 38号 大分駅・由布院駅・田主丸駅ほか. 朝日新聞出版. 2013-05-12: 26 （日语）.
2. 1 2 3 4  . 大分合同新聞 (大分合同新聞社). 2002-03-23: 9頁（夕刊） （日语）.
3. 1 2 3   (PDF) (新闻稿). 九州旅客鉄道. 2018-10-31  [2020-02-07]. （原始内容存档 (PDF)于2019-07-09） （日语）.
4. ↑  . 交通新聞 (交通新聞社). 2012-12-04: 1 （日语）.
5. 1 2   (PDF) (新闻稿). 九州旅客鐵道. 2018-02-16  [2020-02-07]. （原始内容存档 (PDF)于2018-06-19） （日语）.
6. 1 2  . 大分合同新聞. 2018-02-15  [2018-03-06]. （原始内容存档于2018-03-18） （日语）.
7. 1 2  . 大分合同新聞. 2018-02-16  [2018-03-06]. （原始内容存档于2018-03-06） （日语）.
8. ↑  . JR九州鐵道營業.   [2016-04-17]. （原始内容存档于2016-04-12） （日语）.
9. ↑   (PDF). 九州旅客鐵道.   [2020-12-27]. （原始内容存档 (PDF)于2020-08-24） （日语）.
10. ↑  大分縣統計年鑑
11. ↑  大分市統計年鑑

## 外部連結
- 大分大學前（車站資訊） - 九州旅客鐵道（日語）